# Anna van Hogendorp
Anna van Hogendorp, född 1841, död 1915, var en nederländsk författare och socialreformator. Hon var tillsammans med sin syster Mariane Catherine van Hogendorp grundare av kvinnoorganisationen NPV 1884.